# Спаська вулиця (Миколаїв)
Спаська вулиця – поздовжня вулиця в історичній частині Миколаєва загальною протяжністю близько 1,9 кілометра. Обмежується вулицями Велика Морська з одного боку і Садовою з іншого.

## Історія
Вперше назву запропонував поліцмейстер П. І. Федоров у 1822 році, але військовий губернатор міста О. С. Грейг її не затвердив. Вдруге назву запропонував поліцмейстер Г. Г. Автономов у 1835 році. Назва пов'язана з тим, що ця вулиця біля Бузького лиману круто завертала під прямим кутом і виходила до Спаського пагорба, а від нього – до Спаська.
З 1930 по 1996 роки. вулицю називали на честь революціонера Свердлова. Нині вулиці повернено її першу назву. Після війни частину вулиці, яка повертала до Спаського холму, назвали Обсерваторною – за астрономічною обсерваторію, до якої виходить ця частина вулиці.

## Будинки, пам'ятки
- На перетині з вулицею Артилерійською розташовано будинок, в якому мешкали письменник Всеволод Михайлович Гаршин (у 1881–1882 роках) та діяч наук, заслужений педагог Володимир Володимирович Рюмін (1902–1937). На будинку розміщено дві меморіальні дошки. Знаходиться за адресою вулиця Артилерійська, 13.
- За адресою вулиця Спаська, 10 знаходиться будинок Міхея Михайловича Кривошеєва – відомого миколаївського купця і громадського діяча. Будинок збудовано в кінці XIX століття. Має статус пам'ятника архітектури місцевого значення.
- На перетині з вулицею Наваринською розташовувався будинок, в якому жив відомий лексикограф і письменник Володимир Іванович Даль. На сучасному багатоповерховому будинку на місці будинка Даля встановлено меморіальну дошку.
- На перетині з вулицею Наваринською, за адресою вулиця Наваринська, 2, знаходиться будинок, де раніше розташовувалася головна поштово-телеграфна контора міста. Будинок збудовано в кінці XIX століття.
- За адресою вулиця Спаська, 18 знаходиться будинок Івана Давидовича Ерліха – великого експортера зерна, купця, спадкового почесного громадянина міста і гласного міської думи. Будинок збудовано в другій половині XIX століття. Має статус пам'ятника архітектури місцевого значення.
- За адресою вулиця Спаська, 20 знаходиться будинок сина І. Д. Ерліха – Олександра. Будинок також відомий як «будинок з Меркурієм». Збудований в кінці XIX століття. Має статус пам'ятника архітектури місцевого значення. Зараз приміщення будинку займає дитяча художня школа.
- За адресою вулиця Спаська, 22 знаходиться будинок купця і старости купецького товариства Н. Р. Авраамова. Певний час тут розташовувався Миколаївський художній музей імені В. В. Верещагіна. Збудований у 1880-ті роки. Має статус пам'ятника архітектури місцевого значення.
- На кварталі між вулицями Фалєєвською і Декабристів встановлені пам'ятні знаки ветеранам i працiвникам пенiтенцiарноï служби України і героям МВС.
- На перетині з вулицею Лягіна, за адресою вулиця Спаська, 44, розташовується будівля першої громадської бібліотеки міста будівництва 1894 року. Зараз приміщення займає палац урочистих подій. Поруч з головним входом встановлений пам'ятник нареченій. Має статус пам'ятника архітектури місцевого значення.
- В будинку за адресою вулиця Спаська, 52А проживав Андріанов Володимир Миколайович – організатор суднобудівної галузі СРСР та УРСР, багаторічний директор ДП «Суднобудівний завод імені 61 комунара». Встановлено меморіальну дошку.
- На перетині з вулицею Шнеєрсона, за адресою вулиця Шнеєрсона, 13, розташовується будівля старої синагоги будівництва 1822 року.
- За адресою вулиця Спаська, 70 знаходиться будинок Дометія Дзіно – спадкового почесного громадянина міста, відомого громадського діяча, колекціонера та мецената. Будівлю зведено в кінці XIX століття. Має статус пам'ятника архітектури місцевого значення.
- За адресою вулиця Спаська, 72 знаходиться будівля міського ломбарда. Будівлю зведено за проєктом відомого архітектора Є. А. Штукенберга на початку XX століття. Має статус пам'ятника архітектури місцевого значення.

## Галерея

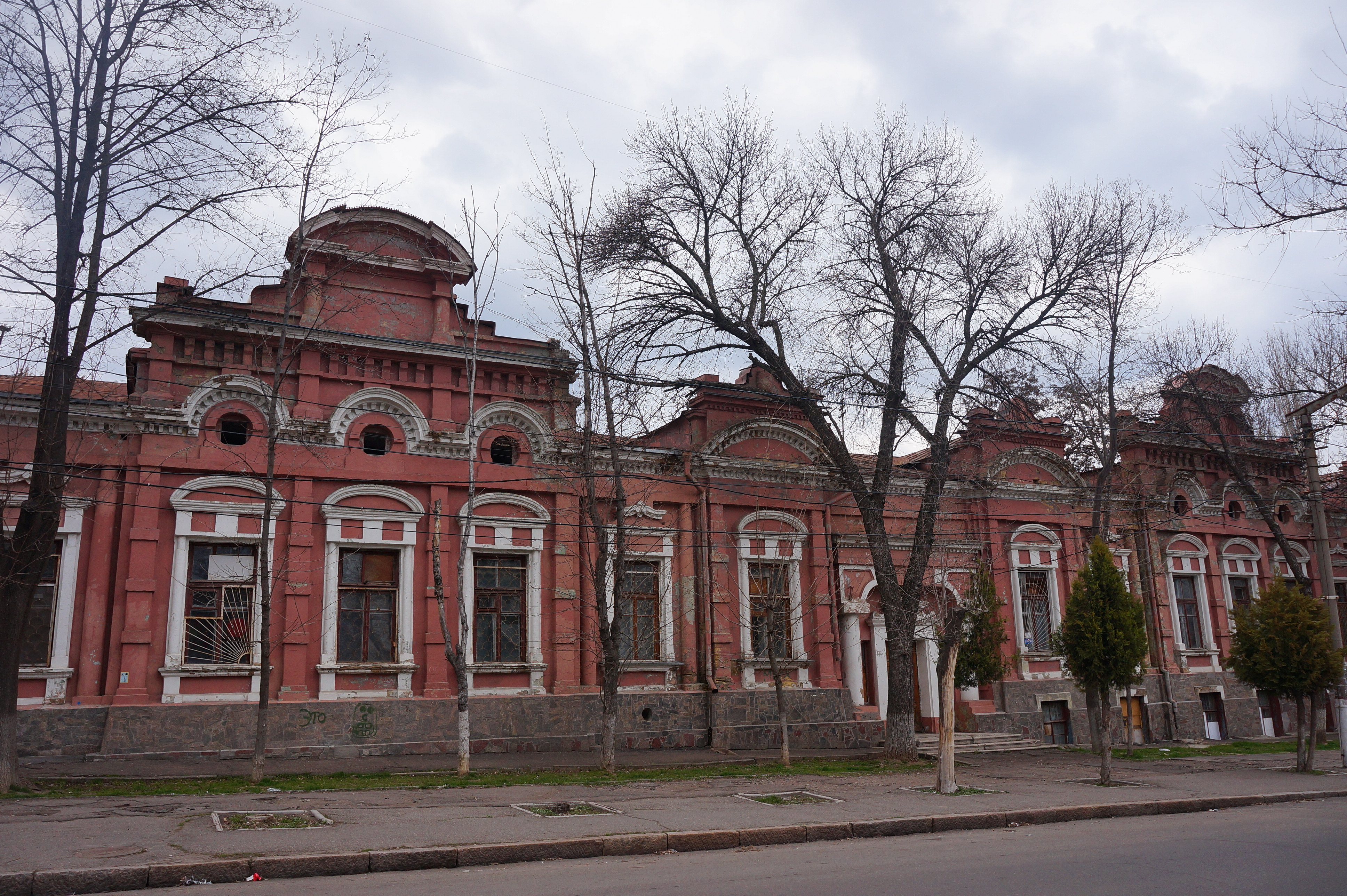
Будинок Міхея Михайловича Кривошеєва
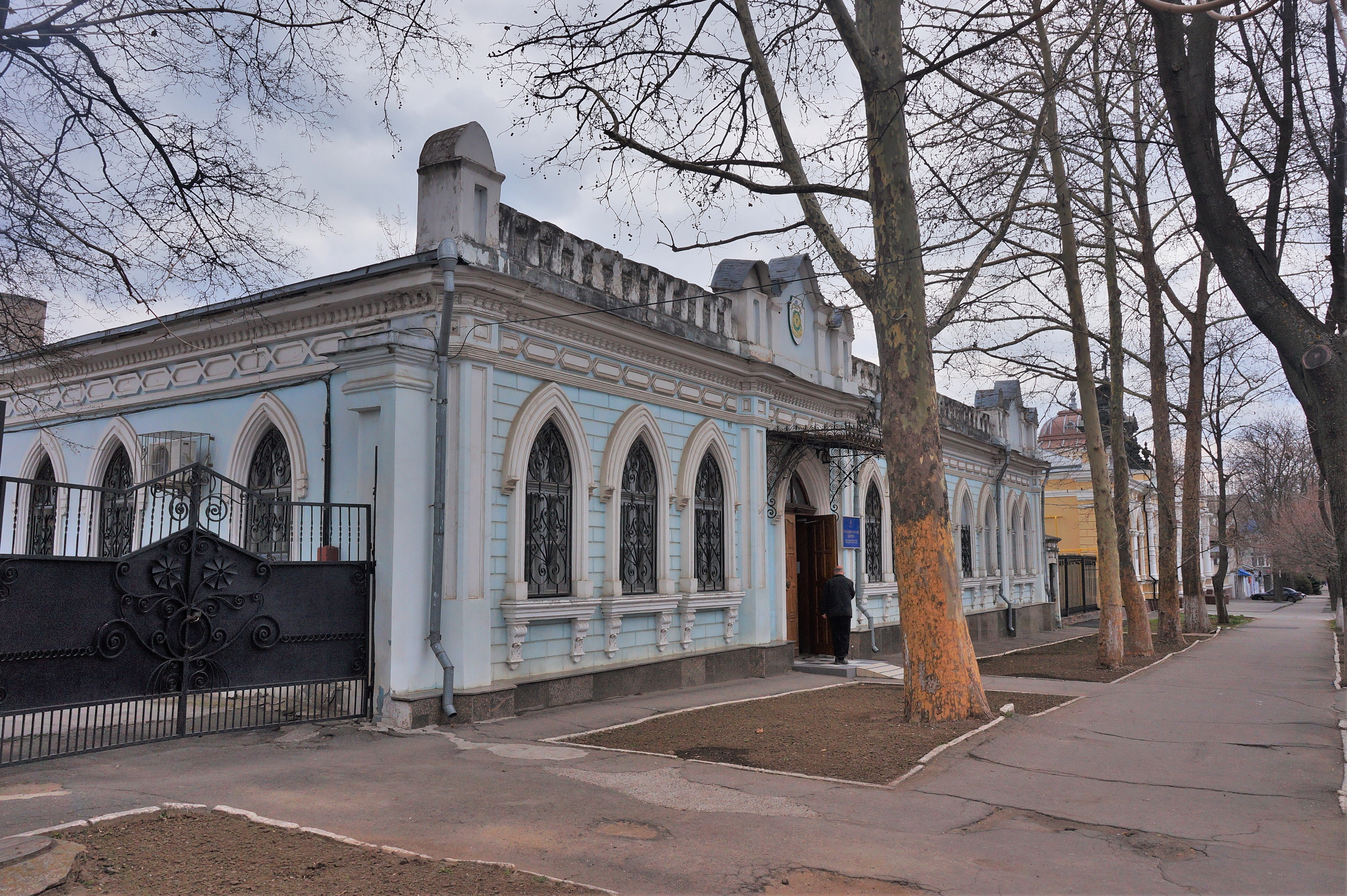
Будинок Івана Давидовича Ерліха
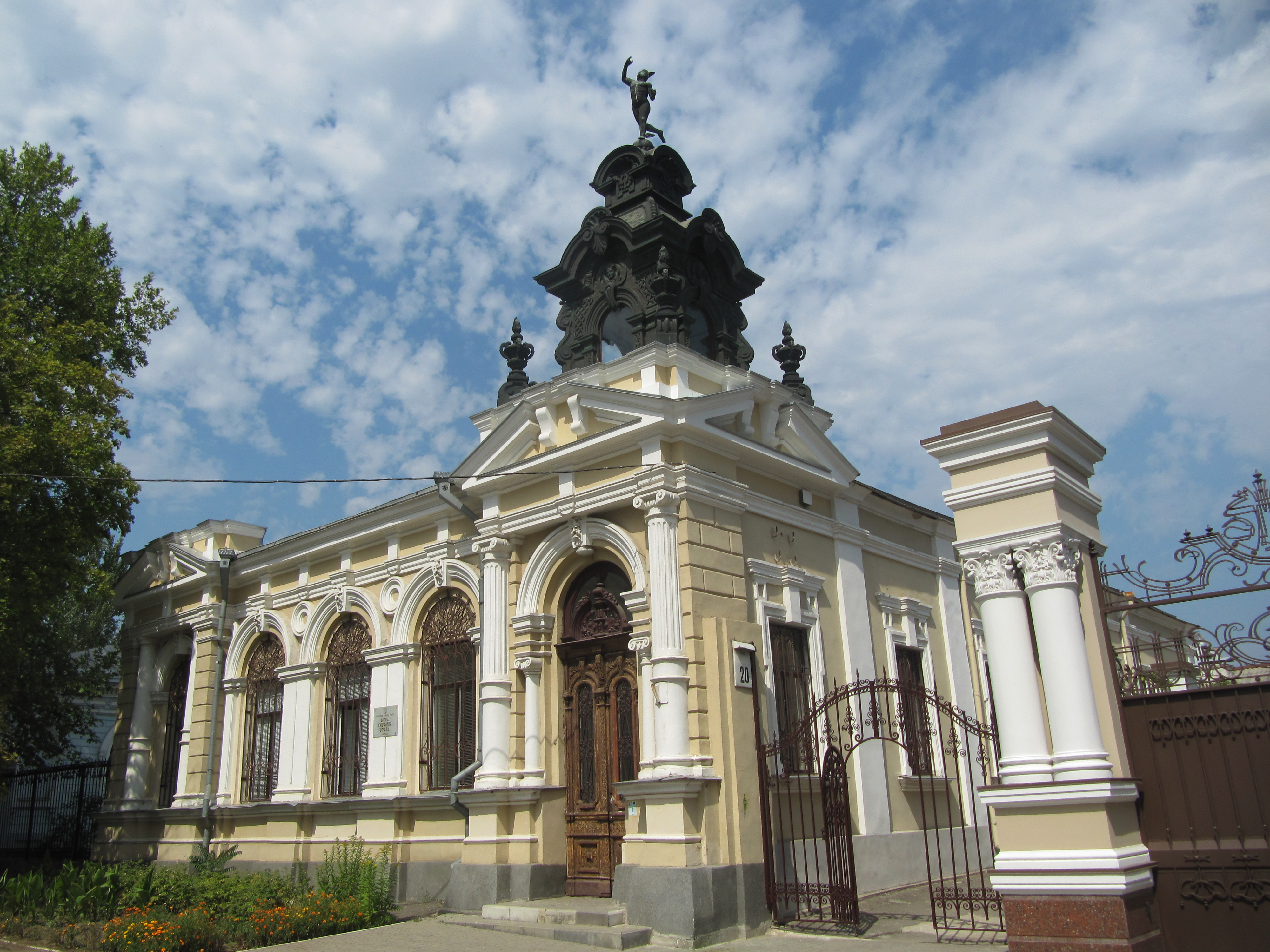
Будинок Олександра Івановича Ерліха, зараз – дитяча художня школа
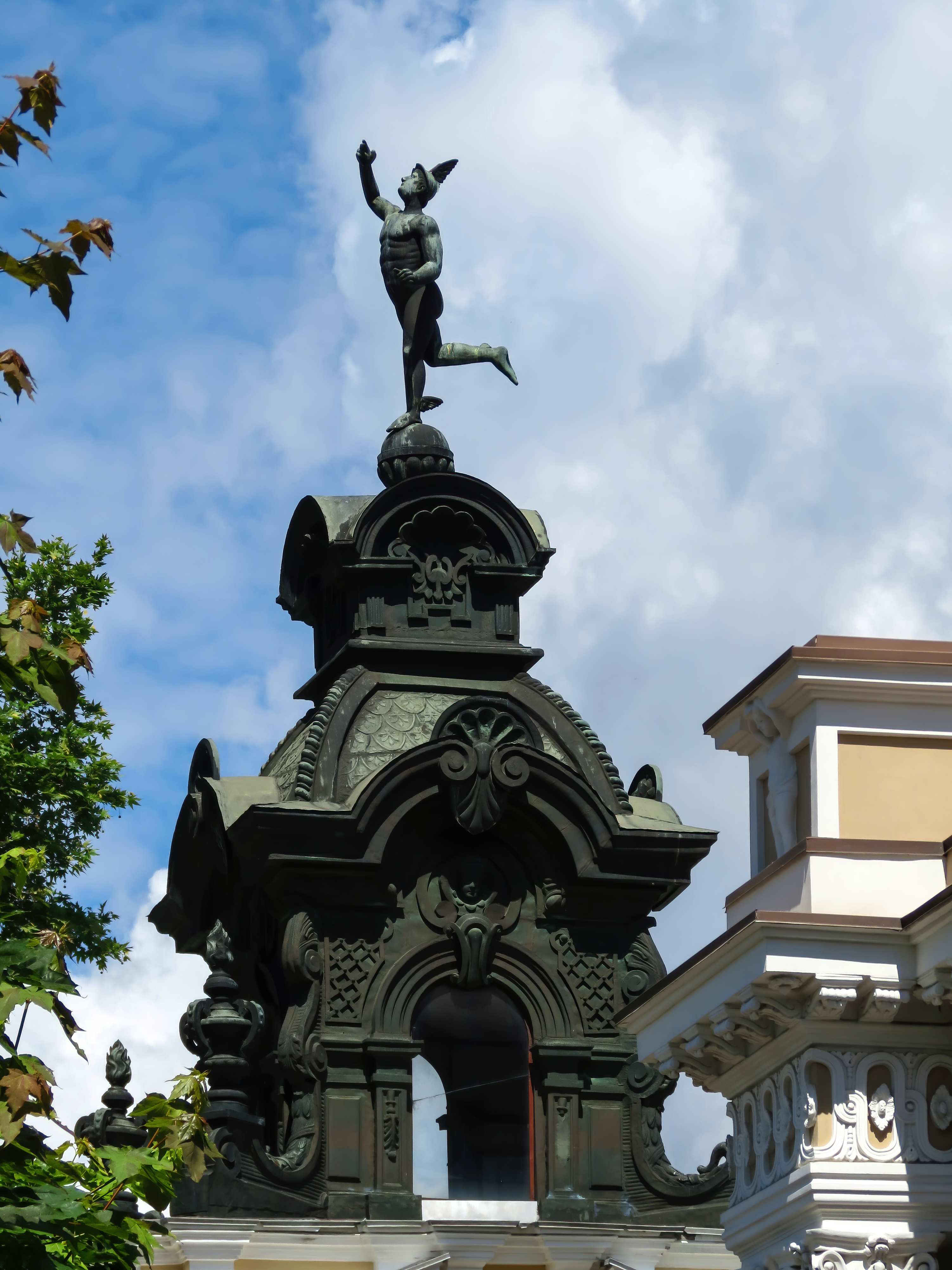
Скульптура Меркурія на будинку О. І. Ерліха
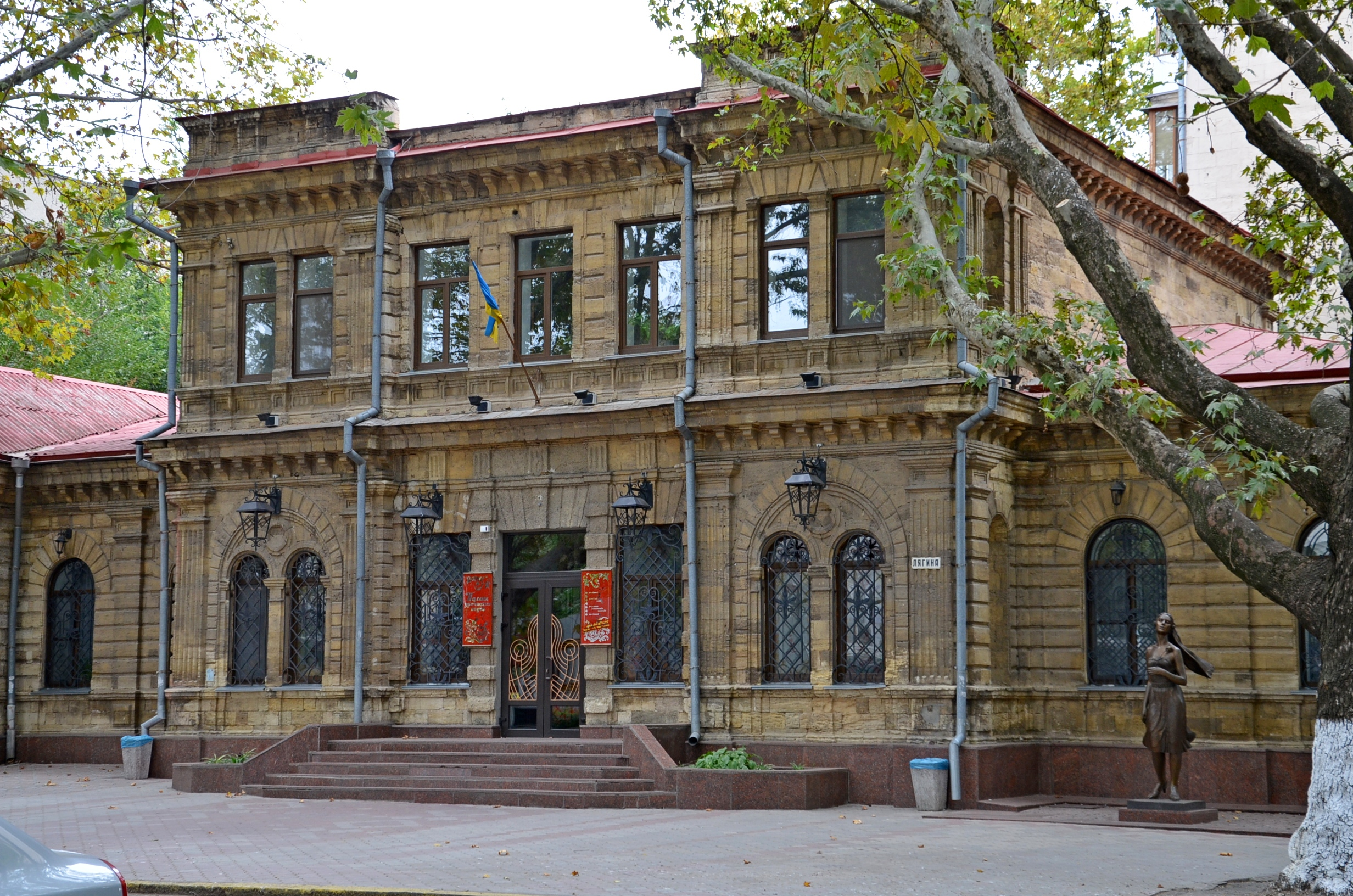
Будівля першої громадської бібліотеки міста
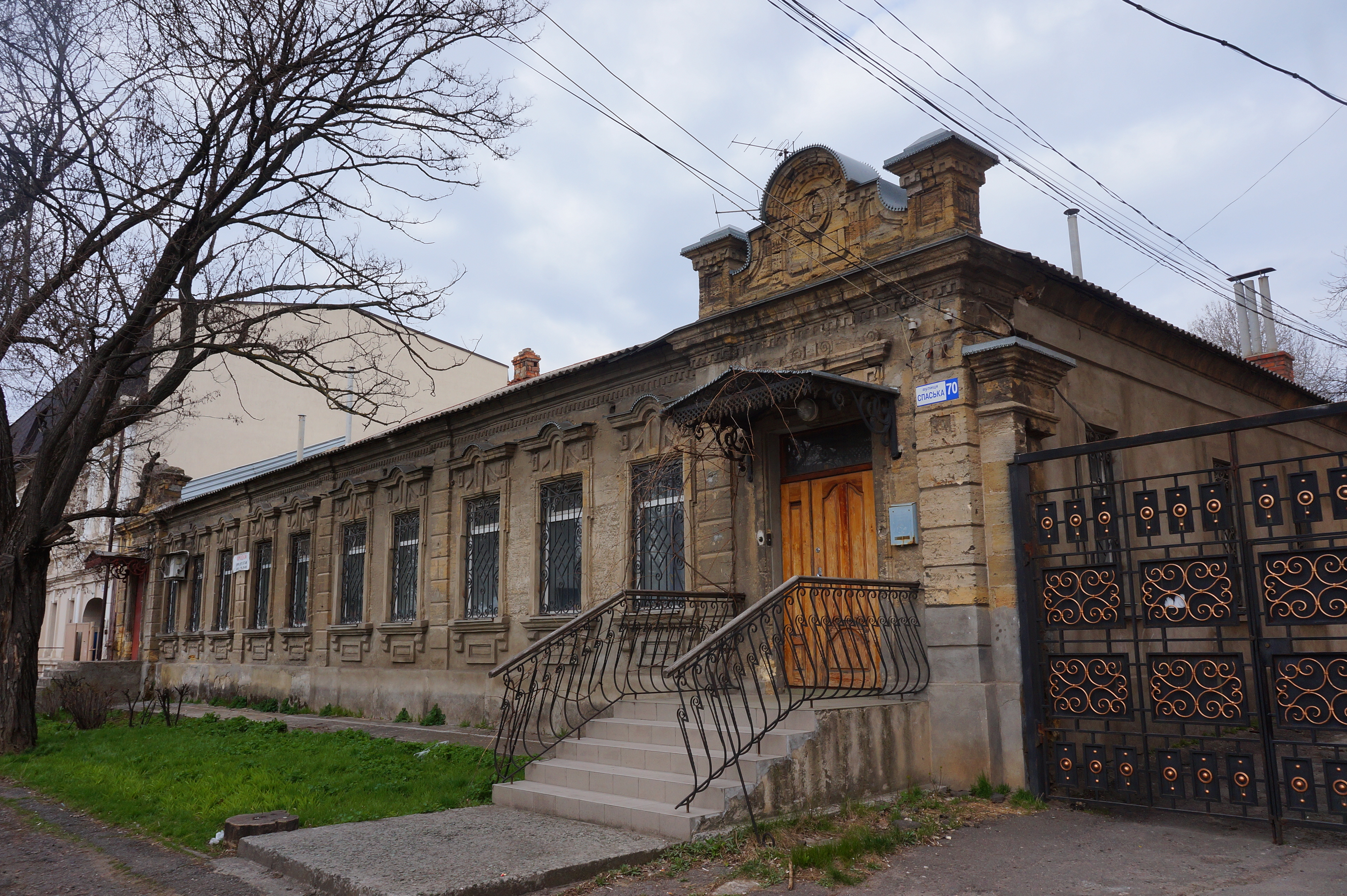
Будинок Дометія Дзіно
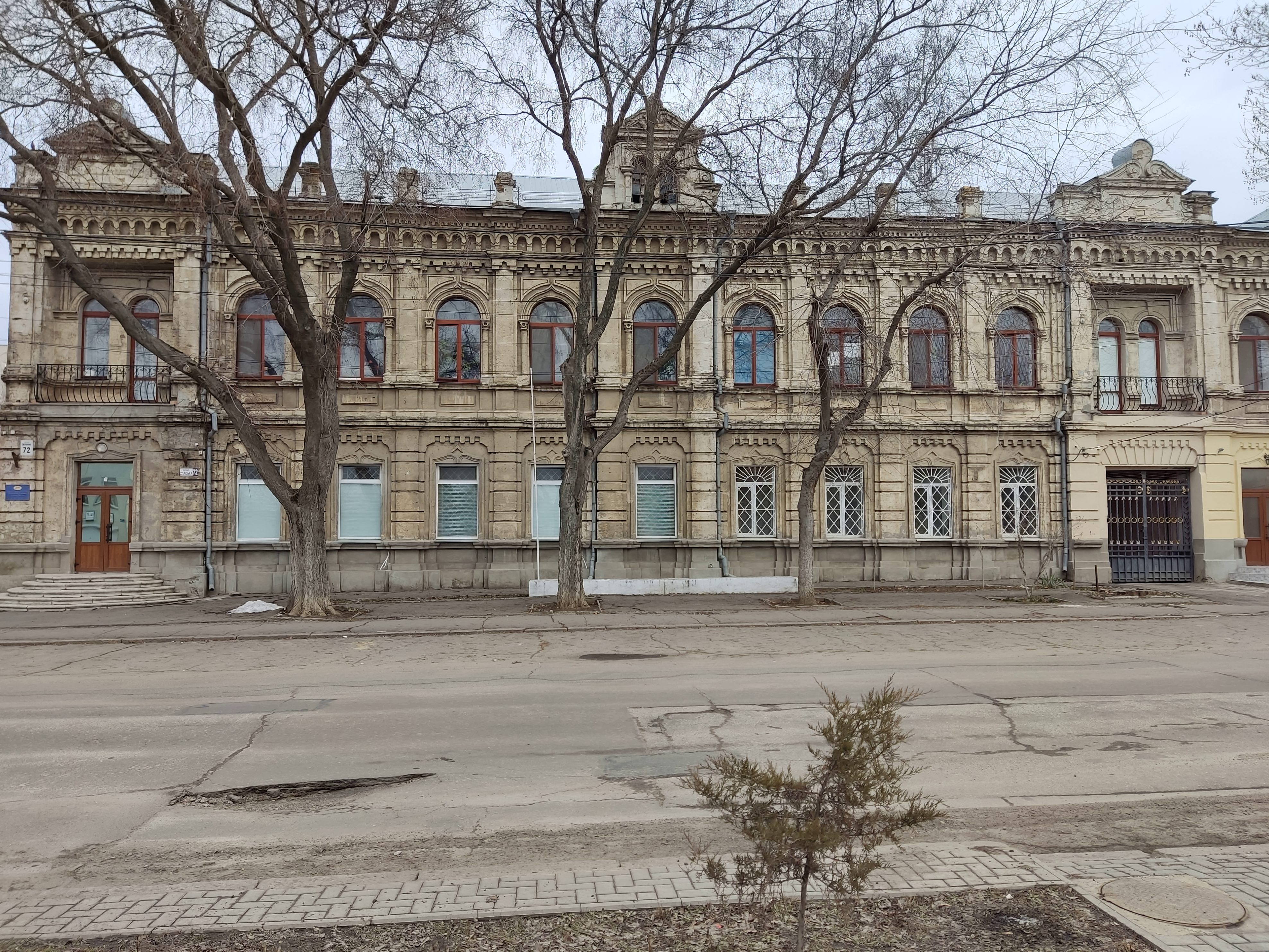
Будівля міського ломбарду